# Suppositoire

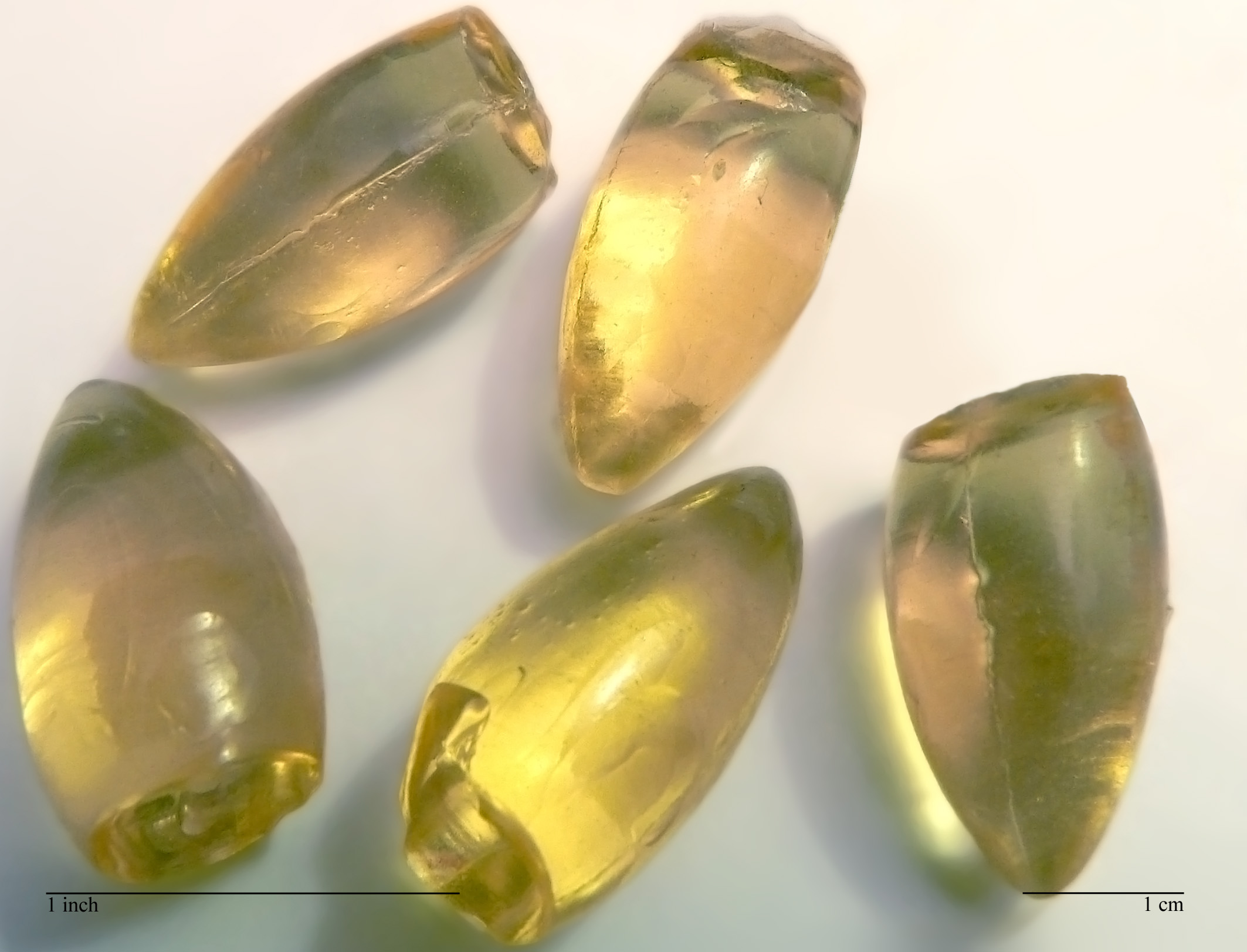
Suppositoire de glycérine, laxative

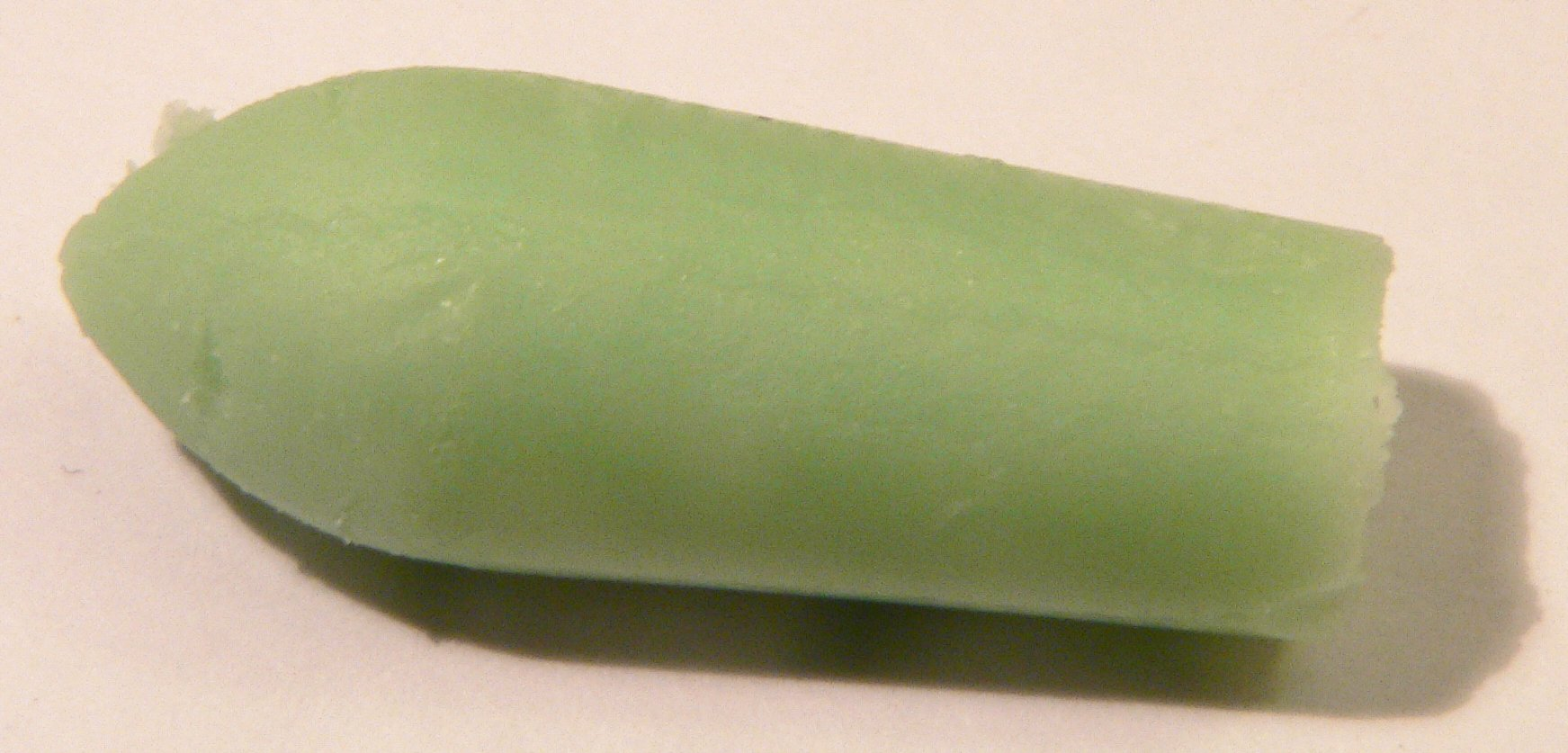
Suppositoire à l'eucalyptol, pour le traitement symptomatique des affections bronchiques.

Un suppositoire est une forme galénique solide de médicament destinée à une application par voie rectale, c'est-à-dire à être introduite dans le rectum par l'anus. Le suppositoire fond doucement dans le rectum.
Il s'agit d'une voie d'urgence car relativement inefficace. Les recommandations actuelles sont d’éviter l’administration de suppositoires à effet systémique, sauf vomissements incoercibles et absence de voie veineuse périphérique,.

## Actions
Les suppositoires peuvent avoir une action locale ou une action générale (systémique) :

### Action locale
Par exemples :
- les suppositoires administrant localement une substance, notamment pour le traitement des hémorroïdes ;
- les laxatifs locaux libérant une substance ayant un effet laxatif, comme de la glycérine

### Action générale
L'administration d'un suppositoire entraîne l'absorption de la substance active à travers la muqueuse rectale. C'est l'effet recherché lorsque la substance à pour but d'agir d'un point de vu systémique. Ils sont utilisés notamment chez les enfants, car ils peuvent être plus faciles à leur administrer que des formes orales telles que sirops ou comprimés, notamment en cas de vomissements. 
Les principes actifs administrés par voie rectale sont cependant mal absorbés, souvent mal utilisés et suivent une pharmacocinétique d'absorption imprédictible. Les recommandations actuelles sont d’éviter l’administration de suppositoires à effet systémique, sauf vomissements incoercibles et absence de voie veineuse périphérique,. 

## Composition

### Principes actifs
Les suppositoires médicamenteux les plus courants comprennent notamment ceux administrant des analgésiques (paracétamol), des anti-inflammatoires ou des substances à visée eupnéisantes (ayant pour but de rendre la respiration normale comme l'eucalyptol). C'est une voie privilégiée pour l'administration de benzodiazépine en urgence dans la crise épileptique, car la voie orale n'est pas possible.

### Excipients
La composition des suppositoires comprend un excipient gras (naguère du beurre de cacao, actuellement à base de glycérine ou de polyéthylène glycol) qui fond à la température corporelle ; cet excipient est expulsé aux prochaines selles, et parfois lors de gaz plus ou moins glutineux.
Contrairement aux suppositoires à excipient gras, les suppositoires de glycérine ne sont pas naturellement lubrifiés. Il est éventuellement indiqué d'utiliser un lubrifiant intime, voire de la salive, pour faciliter leur administration. Dans la plupart des cas, il suffit de les humidifier.
Les suppositoires peuvent aussi contenir des agents diluants, des absorbants, des tensioactifs, des lubrifiants, des conservateurs antimicrobiens et des colorants.
Les suppositoires sont fabriqués dans des moules par coulée ou par compression.

## Mode d'utilisation
Un suppositoire médicamenteux doit être administré dans un rectum vide, sous peine du risque d'être expulsé prématurément lors de la défécation. Il est donc recommandé que le patient aille à la selle avant l'administration. Malgré cette précaution, il est plus difficile de prédire la diffusion des substances dans l'organisme que par voie orale. De plus, certaines substances peuvent provoquer des rectites.

### Sens d'introduction
La façon la plus naturelle d'introduire le suppositoire est par la partie pointue en premier. Cependant, il est plus indiqué d'introduire le suppositoire par son extrémité plate. L'introduction par l'extrémité plate a les avantages suivants : le suppositoire reste et fond juste au-dessus du canal anal (dans la partie supérieure du rectum), et il n'est pas poussé par les contractions de l'intestin qui agissent dans le sens de la descente de l'objet.
Cependant, l'introduction du suppositoire par l'extrémité plate aura pour conséquence un passage dans la vascularisation de la partie supérieure du rectum, c'est-à-dire une branche de la veine mésentérique inférieure, cette dernière rejoignant par la suite la veine porte. Cette technique induit alors un premier passage hépatique (passage par le foie, conduisant éventuellement à la métabolisation du principe actif) pour le principe actif du suppositoire administré.
A contrario, l'introduction du suppositoire par son extrémité pointue a pour inconvénient le fait que le suppositoire a tendance à sortir naturellement, mais a l'avantage de passer dans la vascularisation de la partie moyenne et inférieure du rectum, c’est-à-dire la vascularisation qui se jette dans la branche antérieure de la veine iliaque interne (rejoignant la veine iliaque commune, puis la veine cave inférieure). Il n'y aura donc pas de premier passage hépatique avec cette technique.
Il faut bien voir que la vascularisation du rectum est très variable d'une personne à l'autre. Les effets du sens d'introduction (décrits ci-dessus) sont donc relatifs à la personne et peuvent être tenus comme vrais seulement pour la majorité des cas. D'autre part aucune étude médicale en double aveugle n'a été menée pour vérifier l'intérêt comparatif des différents sens d'introduction.

## Histoire

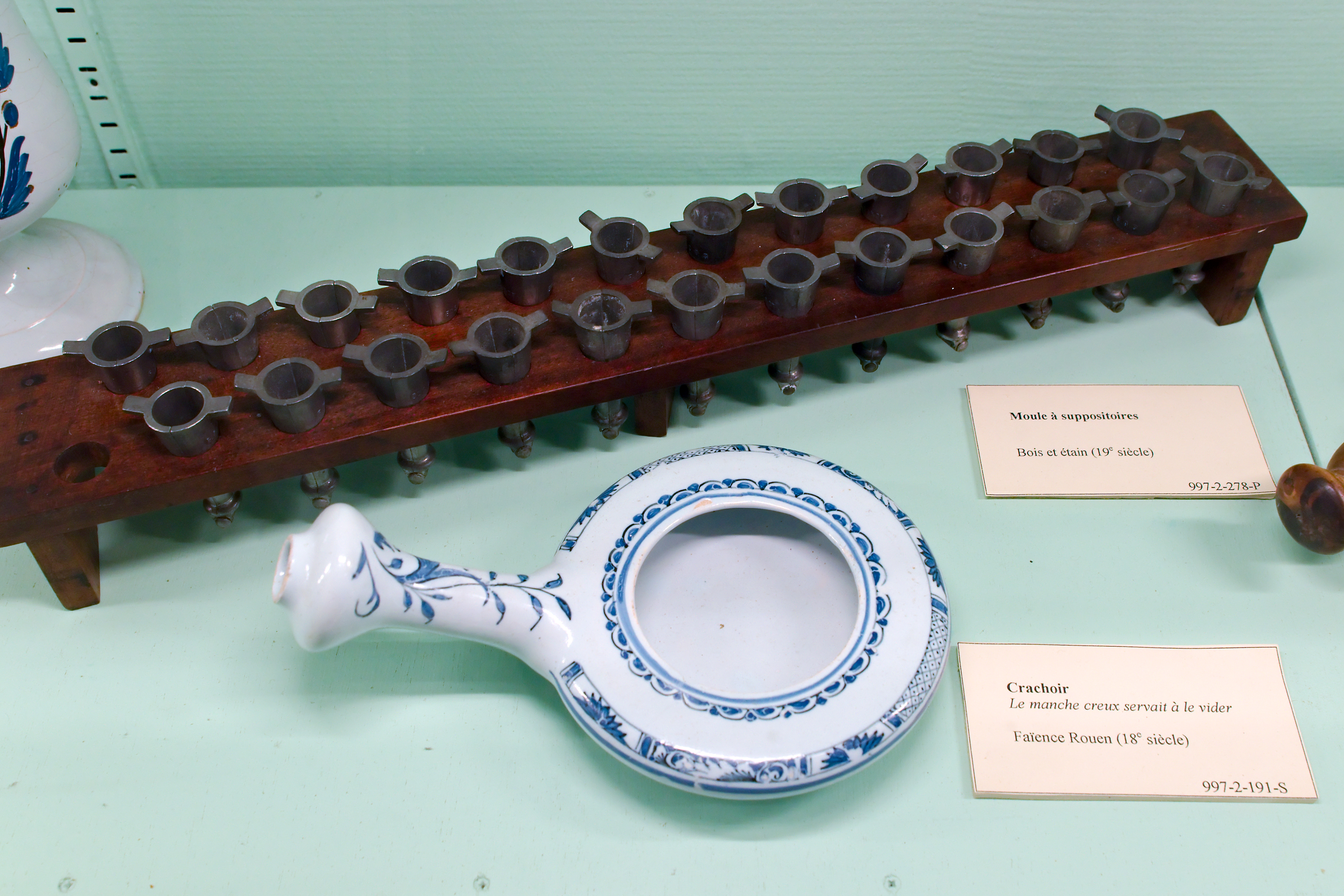
Moule à suppositoires en bois et étain du 19e siècle conservé au Musée Flaubert et d'histoire de la médecine.

Les suppositoires auraient été inventés aux temps de l'Égypte antique, puis utilisés dans la Grèce ou la Rome antique, chez les Hébreux : des préparations plus ou moins élaborées sont en effet mentionnées, sans que leur fonction médicamenteuse soit attestée, par contre les lavements y sont fréquents. Il est pour la première fois bien identifié dans La Médecine des pauvres, ouvrage au Xe siècle du savant arabe Ibn Al Jazzar qui parle d'un pénis de loup séché et pulvérisé, mélangé avec du musc, du safran et des clous de girofle pour être utilisé comme suppositoire afin de favoriser la fertilité des femmes stériles.
D'abord rudimentaire, le suppositoire est fabriqué de façon artisanale avec des supports solide et neutre (métal, corne) ou des moules sur lesquels sont déposés le principe actif. Il est parfois équipé de ficelles pour le retirer plus surement.
En 1697, la Pharmacopée universelle du pharmacien Nicolas Lémery lui réserve tout un chapitre, qui spécifie qu'il est utilisé comme purgatif en remplacement des clystères et lavements, par une action surtout mécanique. Cette substitution au lavement est peut-être à l'origine du mot : supponere signifiant en latin « substituer ». Selon Lémery, il est alors constitué de miel solidifié avec divers composants purgatifs.
En 1762 apparaissent les premiers suppositoires à base de beurre de cacao (fondant à la température du corps humain), qui permettent d'encapsuler les principes actifs et donc de mieux les diffuser.
Le Cours complet d’agriculture de Rozier (1781-1800) les fait ordinairement avec le coton, le linge, les côtes du chou ou de la poirée, et le poireau ; on en fait encore d’autres avec le savon, le lard, le suif, le beurre rance, le miel cuit, le beurre de cacao, et le fromage sale. Ils ont communément un gros pouce de longueur, et l’épaisseur d’un doigt. On peut ajouter aussi d'autres substances, quand on veut exciter le ventre à se décharger, etc. Avant de les introduire dans l’anus on les graisse d’huile ou de beurre, et on y attache un fil en plusieurs doubles, qu’on laisse passer au-dehors, afin de pouvoir les fixer et les retirer. Il s'agit donc d'un médicament externe.
L'utilisation des suppositoires ne se généralise qu'au XIXe siècle, où ils sont fabriqués industriellement (le moule est d'abord un cornet en papier puis un cône en laiton ou en étain) et utilisés comme remède phare : fortifiant, anti-hémorroïdes.
Après la Seconde Guerre mondiale, la pénurie du beurre de cacao le fait remplacer par des excipients de synthèse.
L'utilisation du suppositoire est mieux acceptée dans les pays latins, bien que son efficacité ne soit pas démontrée (diffusion du principe actif dans la muqueuse rectale pas forcément meilleure et une partie directement métabolisée dans le foie qui neutralise le principe actif). Les pédiatres privilégient la prise de médicaments par voie orale d'un point de vue éducationnel, la voie rectale étant recommandée en cas de fièvre ou vomissement, aussi la prescription de suppositoires pédiatriques est-elle en régression, même en France où ils étaient largement utilisés.

## Erreur de voie
Une erreur classique, appelée « erreur de voie » consiste à administrer le suppositoire par une autre voie naturelle, généralement la bouche. C'est la forme d'administration médicamenteuse qui est la plus affectée par ce type d'erreur.
L'erreur de voie est néfaste aux effets thérapeutiques du suppositoire.

## Voir également
- Voie rectale